# Angry Grandpa
Angry Grandpa, właśc. Charles Marvin Green Jr. (ur. 16 października 1950 w Chatham County, zm. 10 grudnia 2017 w Summerville) – amerykański youtuber pochodzący z Chatham County. Jego kanał na YouTube nazywa się TheAngryGrandpaShow. W maju 2020 miał ponad 1,3 mld wyświetleń.